# Tutkhun (fiume)
Il Tutkhun (in armeno Դուտխուն?), talvolta anche Dutkhu (in armeno Դուտխու?), è un affluente di destra del fiume Tartar nella repubblica di Artsakh.
Lungo circa una cinquantina di chilometri, nasce non lontano dalle pendici del monte Tzrasar e scorre da sud verso nord scavando una stretta valle in una zona prettamente montuosa.
Nei pressi del villaggio di Zuar il corso dell'acqua ha scavato una suggestiva gola e sono presenti fonti termali.

## Galleria d'immagini

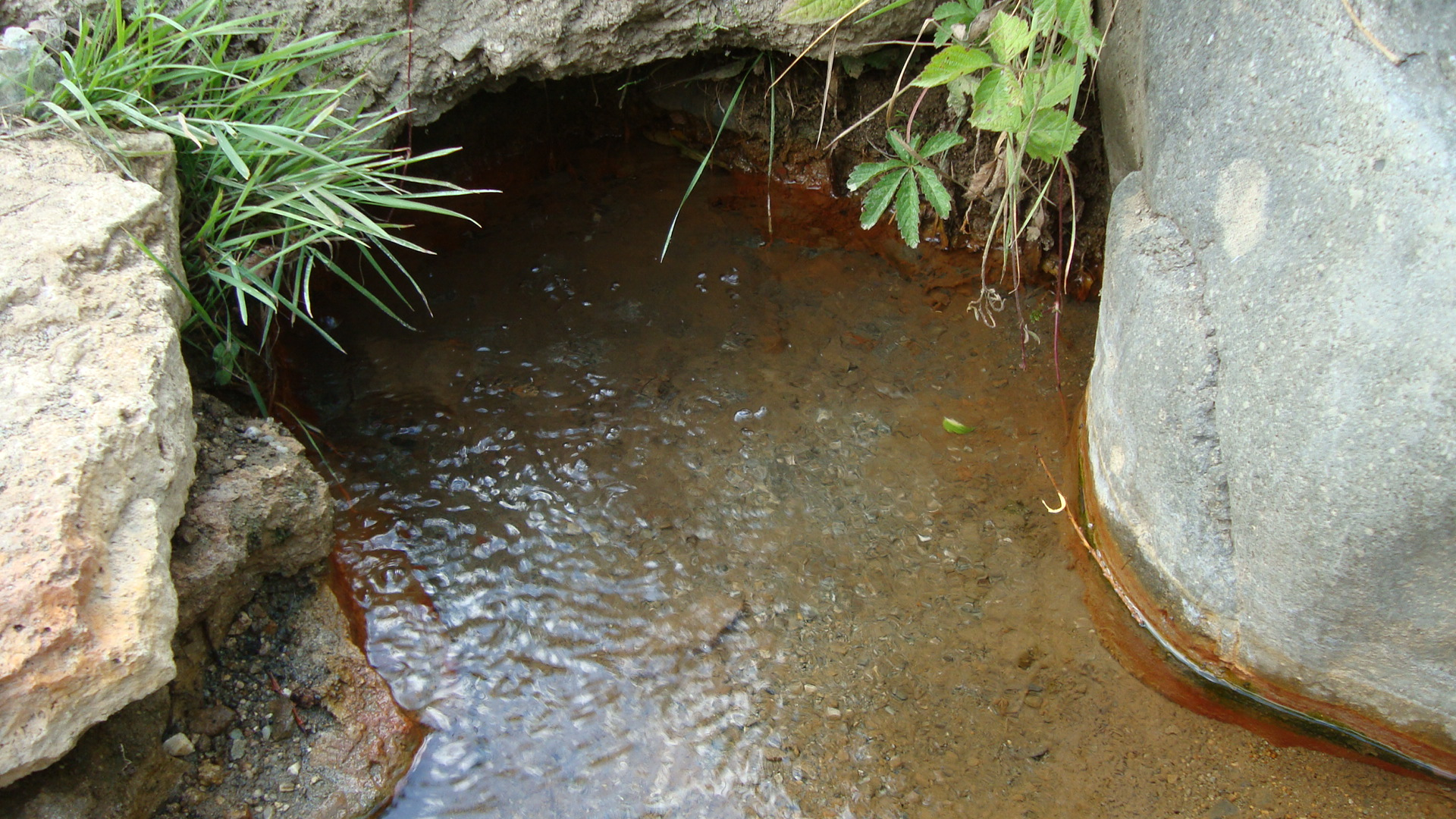
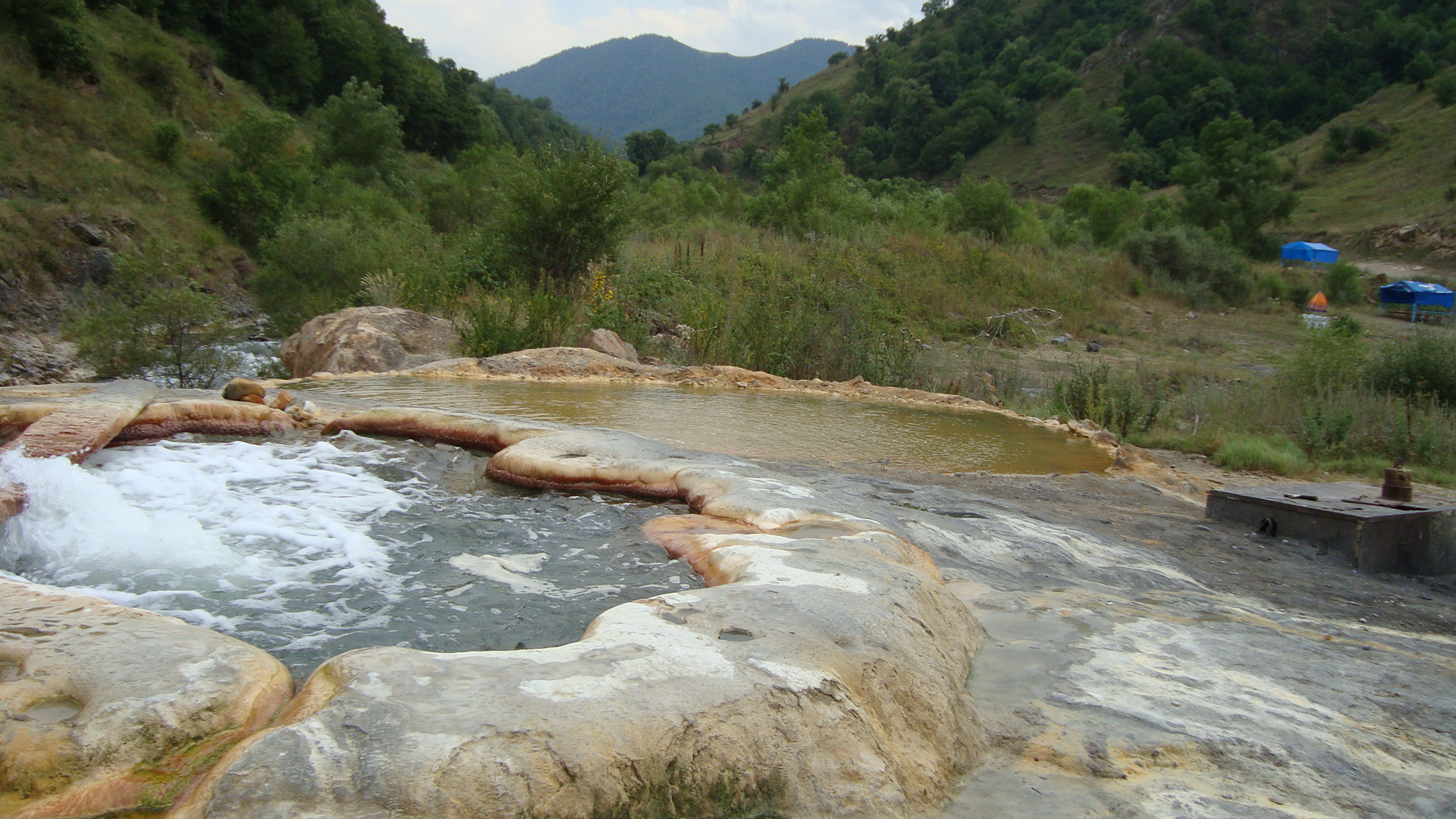
Sorgenti termali
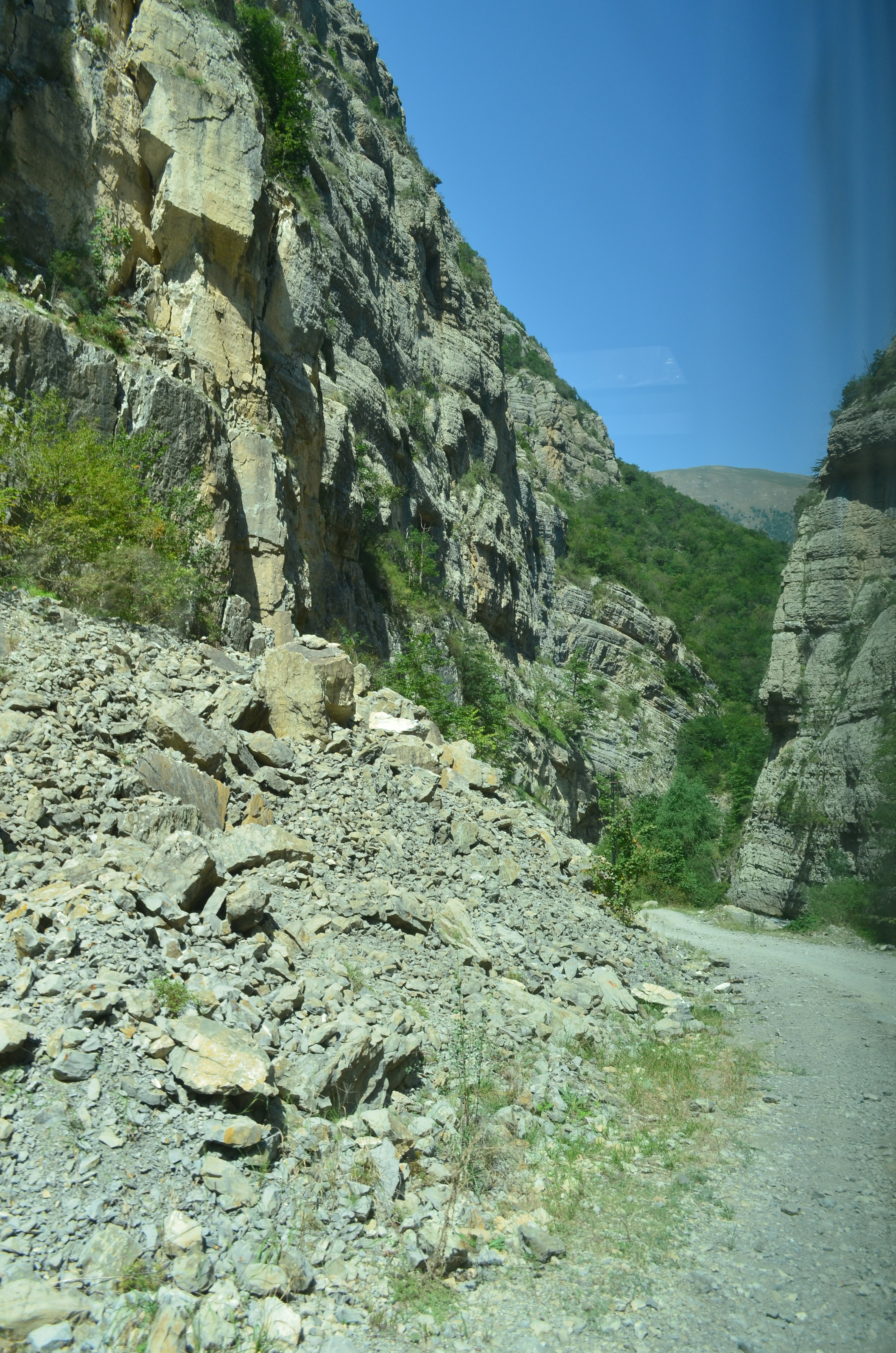
gola di Dutkhu